# 斎藤悠子
斎藤 悠子（さいとう ゆうこ、1936年11月4日 - ）は、元CBC中部日本放送アナウンサー。
斉藤悠子と記述されている場合があるが、斎藤悠子が正しい。

## 人物・略歴
- 愛知県名古屋市出身。愛知県立女子短期大学卒。
- 1996年11月に定年退職。CBCアナウンサー時代の後期は女子アナウンサーの教育、指導の立場であった事もあり「お母ちゃん」・「おっかちゃん」的な存在であった。現在は講師などで活躍。

## 担当番組
- CBCニュース5
- キユーピーラジオクッキング
- 真夜中の玉手箱

## その他
- 2000年頃、つボイノリオの聞けば聞くほど内のキユーピーラジオクッキングの前に「斎藤さんと遊ぼう」というコーナーが存在した。斎藤悠子自身は出演せず、録音された声（新録か過去の録音かは不明）のみであった。毎週つボイノリオが斎藤悠子の声をお題として発表し、リスナーがその声に合わせた投稿をする。この投稿を声と合わせて番組内で放送するものであった。
- 現在は放送からは距離を置いて講演活動を行なっているが、CBCの女性アナウンサー（OGを含む）とは交流もあり、「お母ちゃん」的な存在として今も相談にのったり、結婚式などに招待されているという。
- 1970年から1974年に編成局に異動し、その後アナウンサーと復帰している。この異動に対し、女性アナが年齢を理由に画面から外されることを不当だとして中部日本放送を訴え勝訴している。またこれに関して1974年2月の地労委の命令の内容について、国会（第75回通常国会）の社会労働委員会で取り上げられている[1][2]。
- 2016年12月11日に開催された「第16回CBCアナウンサートークライブ 60年を彩った女子アナ達」では、レジェンドアナウンサーとして登場[3][4]。